# Кузьма-Александровка
Кузьма-Александровка (баш. Кузьма-Александровка) — деревня в Гафурийском районе Республики Башкортостан Российской Федерации. Входит в состав Табынского сельсовета. 

## География

### Географическое положение
Находится на берегу реки Белой.
Расстояние до:
- районного центра (Красноусольский): 15 км,
- центра сельсовета (Табынское): 3 км,
- ближайшей ж/д станции (Белое Озеро): 37 км.

## Население
| 2002 | 2009 | 2010 |
| ---- | ---- | ---- |
| 10   | ↘1   | →1   |

Согласно переписи 2002 года, преобладающая национальность — русские (80 %).